# Gumersindo Gómez
Gumersindo Gómez, född 13 januari 1929, död 14 mars 2010, var en argentinsk friidrottare. Han deltog vid olympiska sommarspelen 1960.